# Calandrinia colchaguensis
Calandrinia colchaguensis är en källörtsväxtart som beskrevs av François Marius Barnéoud. Calandrinia colchaguensis ingår i släktet sidenblommor, och familjen källörtsväxter. Inga underarter finns listade i Catalogue of Life.

## Bildgalleri

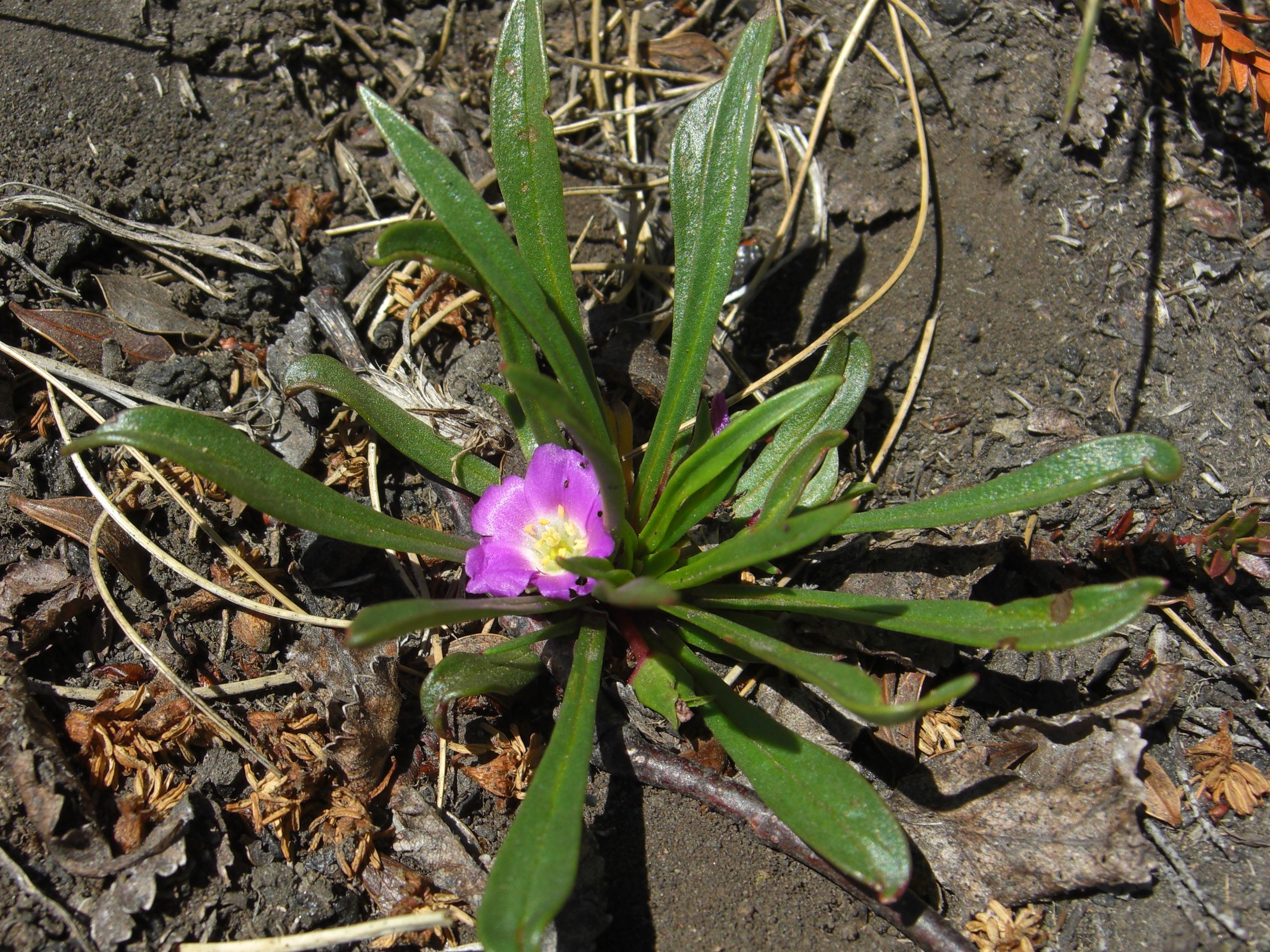